# Tavignano
Il Tavignano (in corso Tavignanu) è un fiume della Corsica centro-orientale, il secondo dell'isola dopo il Golo sia come lunghezza che come portata media. Il suo percorso, di circa 89 km, si svolge interamente nel territorio del dipartimento della Corsica settentrionale.

## Percorso
Nasce dal Lago di Nino, secondo lago di Corsica per dimensione, del quale è a tutti gli effetti l'emissario, a circa 1750 metri di altitudine. Scorre inizialmente in direzione nord-est fino alla città di Corte, dove riceve le acque dell'affluente Restonica. Dopo Corte il corso del fiume compie una deviazione iniziando a scorrere in direzione sud-est. Nei pressi di Venaco riceve il suo principale affluente, il Vecchio. Dopo aver attraversato una valle molto incassata (le cosiddette gole del Tavignano), sfocia nel Mar Tirreno a nord di Aleria.

## Principali affluenti
Il Tavignano conta una settantina di affluenti, tra i quali:
- la Restonica (destra idrografica), di 18,1 km di lunghezza;
- il Vecchio (destra idrografica), di 24,1 km di lunghezza;
- il Tagnone (destra idrografica), di 35,1 km di lunghezza;
- il Corsiglièse (sinistra idrografica), di 24,3 km di lunghezza.